# 元暉 (北魏)
元 暉（げん き、465年 - 519年）は、北魏の皇族。字は景襲。

## 経歴
河間公元徳（拓跋素の子）の子として生まれた。太和年間、国子生から司徒参軍事となり、尚書郎・太子洗馬に転じた。宣武帝が即位すると、尚書主客郎に任じられた。地方の風俗を巡察し、洛陽に帰ると、帝に報告して、給事黄門侍郎となった。輔国将軍の号を加えられ、河南尹を兼ねた。
かつて孝文帝が洛陽に遷都したとき、遷都を嫌がる北人貴族たちの感情に配慮して、冬は南に住み、夏には北を住居とすることを許した。宣武帝の時代になってもその習慣は続き、北方出身者が北に帰っているあいだ管理できない住居や田地を売却していたため、かれらの洛陽での住居が安定しなかった。元暉は冬夏二居の詔が当時の方便であって、先帝の真意ではないとして、北方出身者に洛陽に定住させるよう上奏した。宣武帝は元暉の意見に従った。
侍中に転じ、右衛将軍を兼ねた。宣武帝の信任を受けて、禁中の機密文書を隠した櫃をひとり開けることが許された。同じく侍中の盧昶とともに「餓虎将軍、飢鷹侍中」と当時の人々に並び称された。
吏部尚書に転じ、散騎常侍の位を加えられると、賄賂を納めた者たちを官に任用した。官職にはそれぞれ定価があり、大郡の太守は2000匹、次郡の太守は1000匹、下郡の太守は500匹の絹を元暉に渡すことで買うことができた。その他の職にもそれぞれ賄賂額に差があり、天下に「市曹」と号された。後に元暉は鎮東将軍・冀州刺史に任じられて出向した。州に下向する日には、荷物を載せた車が信都から湯陰の間まで連なり、道路に途切れることもなかった。その車に脂角が少なくなると、道すがら出会った牛から、生きたまま角を切り取って用を満たした。元暉は任地で戸口を調査させると、その人口を聞いて、絹5万匹を調として治めさせた。元暉の統治は収奪がすさまじく、人民はこれに苦しんだ。
孝明帝の初年、洛陽に召還されて尚書左僕射に任じられ、摂吏部選事をつとめた。後に任城王元澄・京兆王元愉・東平王元匡らとともに門下省の大事を決定した。元暉は統治の要綱として、御史の職に賢人を得ること、戦役をやめて勧農につとめること、人困を下として官損を上とすることの3点を上書した。
元暉は文学を愛して、儒士の崔鴻らを招集して百家の要事を撰録させ、『科録』270巻にまとめさせた。519年（神亀2年）9月、死去した。享年は55。使持節・都督中外諸軍事・司空公・雍州刺史の位を追贈された。諡は文憲といった。

## 伝記資料
- 『魏書』巻15 列伝第3
- 『北史』巻15 列伝第3
- 魏故使持節侍中都督中外諸軍事司空公領雍州刺史文憲元公墓誌銘（元暉墓誌）